# Parectecephala indistincta
Parectecephala indistincta är en tvåvingeart som beskrevs av Oswald Duda 1930. Parectecephala indistincta ingår i släktet Parectecephala och familjen fritflugor. Inga underarter finns listade i Catalogue of Life.